# Торрок
Торрок (фр. Torrock) — небольшой город и супрефектура в Чаде, расположенный на территории региона Западное Майо-Кеби. Входит в состав департамента Майо-Даллах.

## Географическое положение
Город находится в юго-западной части Чада, к югу от реки Майо-Кеби, на высоте 517 метров над уровнем моря.
Населённый пункт расположен на расстоянии приблизительно 270 километров к югу от столицы страны Нджамены.

## Население
По данным официальной переписи 2009 года численность населения Торрока составляла 49 981 человек (23 447 мужчин и 26 534 женщины). Население супрефектуры по возрастному диапазону распределилось следующим образом: 51,6 % — жители младше 15 лет, 43,2 % — между 15 и 59 годами и 5,2 % — в возрасте 60 лет и старше.

## Транспорт
Ближайший аэропорт расположен в городе Фианга.